# Volkswagen Touareg
De Volkswagen Touareg is een SUV van de Duitse autoproducent Volkswagen, die sinds 2002 wordt geproduceerd. De Touareg ontleent zijn naam aan de nomadenstam der Toearegs uit het noorden van Afrika. 
De eerste generatie Touareg verscheen in 2002 en was gelijktijdig ontwikkeld met de Porsche Cayenne en de Audi Q7. De tweede generatie Touareg was in productie van 2010 tot 2018 en is wat langer, lager en lichter. In 2014 kreeg deze generatie een uiterlijke facelift. De derde generatie Touareg kwam vanaf 2018 op de markt. Volkswagen maakte de wagen aanzienlijk lichter en zuiniger. In 2019 werd het motoraanbod uitgebreid met een V8 turbodieselmotor.

## Touareg I

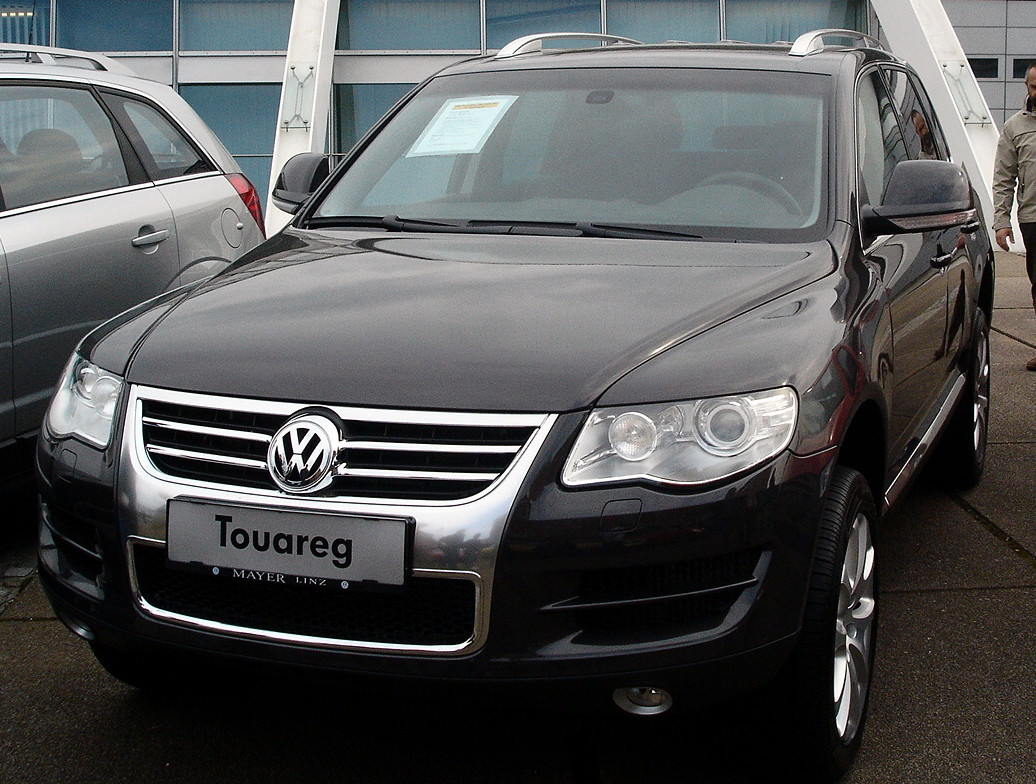
Volkswagen Touareg facelift

### Productie
De Touareg was een gezamenlijk project van Volkswagen en Porsche om mee te doen in de toen sterk opkomende markt voor SUV-wagens. Ze ontwikkelden samen het Volkswagen 7L-platform waar Volkswagen de Touareg en Porsche de Cayenne op bouwt. Later werd ook de Audi Q7 op een doorontwikkelde versie van het platform gebouwd. Hoewel de twee modellen hetzelfde platform delen, zijn er grote verschillen tussen de auto's. Zo heeft de Cayenne een sportiever karakter en werd hij eerste instantie uitsluitend met benzinemotoren geleverd en pas sinds begin 2009 met een dieselmotor. Daarentegen heeft de Touareg een lage gearing voor ruw terrein en zijn er vanaf de introductie al zware dieselmotoren voor beschikbaar.
Begin 2007 heeft de Touareg een facelift gekregen, waarbij hij op 2.300 punten zou zijn gewijzigd.  Ook het motoraanbod werd iets gewijzigd.

### Motoren
De motoren zijn allen gekoppeld aan een 6-traps Tiptronic-automatische versnellingsbak of handgeschakelde zesversnellingsbak. De Touareg kan ook in een Highline-uitvoering besteld worden, deze is completer en luxueuzer uitgerust. De W12 is een speciale uitvoering die tijdelijk in productie geweest als Executive en als Sport Edition. Dit was sinds de Lamborghini LM002 de eerste SUV met een twaalfcilindermotor. De 6,0-liter W12 is afkomstig uit de Volkswagen Phaeton en is van de tweede generatie met 450 pk (tegenover 420 pk tot 2006 in de Phaeton). De modellen met VR6-motor worden gebadged als V6-motor zoals gebruikelijk is bij Volkswagen. 

#### V10 TDI
Bij de introductie kwam ook een van de opmerkelijkste motoren van die tijd op de markt. De Touareg was namelijk te bestellen met een 5,0-liter V10-turbodiesel. Het was toentertijd de eerste tiencilinderdieselmotor en de sterkste dieselmotor ooit in een productieauto. De V10 TDI levert 313 pk (230 kW) en heeft een koppel van 750 Nm. Hiermee was de Touareg V10 TDI (samen met de Phaeton die de motor ook had) lange tijd de dieselauto in productie met het grootste koppel, tot de Audi Q7 met de 4,2-liter V8 TDI in 2007 die plaats overnam. De motor is standaard gekoppeld aan de geautomatiseerde Tiptronic-zesversnellingsbak met dynamisch schakelprogramma. De auto is standaard uitgerust met pneumatische ophanging (CDC). Het accelereren van 0 tot 100 km/u verloopt in 7,4 seconden (test door Auto Review: 6,4 seconden). Dit is erg snel voor een auto die volgens de constructeur meer dan 2,2 ton weegt, maar in de realiteit (test Autoreview: 2.440 kg) tot zelfs 2,5 ton kan wegen. Zijn top ligt bij 231 km/u. De V10-motor is opmerkelijk te noemen omdat hij tandwielaangedreven nokkenassen heeft, iets wat in de auto-industrie zelden meer voorkomt. Verder wordt de brandstof per cilinder apart ingespoten door een eigen pomp in plaats van common-rail, het gebruikelijke pompverstuiverstysteem.

#### R50
Op 11 oktober 2007 werd op de Australian International Motor Show (AIMS) in Sydney een R-versie van de Touareg onthuld; de Volkswagen Touareg R50. Deze is gebaseerd op de 5.0 V10 TDI, maar met een verhoogde turbodruk en gewijzigd motormanagement levert de V10-motor 350 pk bij 3.500 tpm en 850 Nm aan trekkracht. Hiermee sprint de Touareg R50 in 6,7 seconden naar 100 km/h en heeft een topsnelheid van 235 km/h. Daarnaast heeft de R50 21 inch wielen en verschillende uiterlijke aanpassingen. De Touareg R50 is na de Golf R32 en de Passat R36 het derde R-model in de R-serie van Volkswagen. In eerste instantie zou de  R50 niet naar Nederland komen, maar 2008 werd de R50 toch aan het Nederlandse modelgamma toegevoegd.

Benzine
| Type   | Motor    | Motor     | Motor   | Vermogen      | Koppel | Overbrenging              | 0-100 km/h | Topsnelheid  | Jaartal     |
| Type   | Inhoud   | Cilinders | Kleppen | Vermogen      | Koppel | Overbrenging              | 0-100 km/h | Topsnelheid  | Jaartal     |
| ------ | -------- | --------- | ------- | ------------- | ------ | ------------------------- | ---------- | ------------ | ----------- |
| V6     | 3189 cm³ | VR6       | 24V     | 162 kW/220 pk | 305 Nm | 6-traps manueel/Tiptronic | 9,9/9,9 s  | 201/197 km/h | 2002 - 2004 |
| V6     | 3189 cm³ | VR6       | 24V     | 177 kW/241 pk | 315 Nm | 6-traps manueel/Tiptronic | 9,8/9,8 s  | 206/202 km/h | 2004 - 2006 |
| V6 FSI | 3597 cm³ | VR6       | 24V     | 206 kW/280 pk | 360 Nm | 6-traps manueel/Tiptronic | 8,7/8,7 s  | 225/225 km/h | 2006 - 2007 |
| V6 FSI | 3597 cm³ | VR6       | 24V     | 206 kW/280 pk | 360 Nm | 6-traps Tiptronic         | 8,6 s      | 218 km/h     | 2007 - 2010 |
| V8     | 4163 cm³ | V8        | 32V     | 228 kW/310 pk | 410 Nm | 6-traps Tiptronic         | 8,1 s      | 218 km/h     | 2003 - 2007 |
| V8 FSI | 4163 cm³ | V8        | 32V     | 257 kW/350 pk | 440 Nm | 6-traps Tiptronic         | 7,5 s      | 234 km/h     | 2007 - 2010 |
| W12    | 5998 cm³ | W12       | 48V     | 331 kW/450 pk | 600 Nm | 6-traps Tiptronic         | 5,9 s      | 250 km/h     | 2005 - 2010 |

Diesel
| Type              | Motor    | Motor     | Motor   | Vermogen      | Koppel | Overbrenging              | 0-100 km/h  | Topsnelheid  | Jaartal     |
| Type              | Inhoud   | Cilinders | Kleppen | Vermogen      | Koppel | Overbrenging              | 0-100 km/h  | Topsnelheid  | Jaartal     |
| ----------------- | -------- | --------- | ------- | ------------- | ------ | ------------------------- | ----------- | ------------ | ----------- |
| R5 TDI            | 2460 cm³ | 5-in-lijn | 20V     | 128 kW/174 pk | 400 Nm | 6-traps manueel/Tiptronic | 12,5/12,9 s | 184/179 km/h | 2002 - 2007 |
| R5 TDI            | 2460 cm³ | 5-in-lijn | 20V     | 128 kW/174 pk | 400 Nm | 6-traps manueel/Tiptronic | 11,5/11,6 s | 188/183 km/h | 2007 - 2010 |
| V6 TDI            | 2967 cm³ | V6        | 24V     | 165 kW/225 pk | 500 Nm | 6-traps Tiptronic         | 9,9 s       | 201 km/h     | 2005 - 2007 |
| V6 TDI            | 2967 cm³ | V6        | 24V     | 165 kW/225 pk | 500 Nm | 6-traps manueel/Tiptronic | 8,9/9,2 s   | 205/202 km/h | 2007 - 2008 |
| V6 TDI BlueMotion | 2967 cm³ | V6        | 24V     | 165 kW/225 pk | 500 Nm | 6-traps Tiptronic         | 8,3 s       | 204 km/h     | 2009 - 2010 |
| V6 TDI            | 2967 cm³ | V6        | 24V     | 165 kW/250 pk | 550 Nm | 6-traps Tiptronic         | 8,3 s       | 204 km/h     | 2008 - 2010 |
| V10 TDI           | 4921 cm³ | V10       | 20V     | 230 kW/313 pk | 750 Nm | 6-traps Tiptronic         | 7,8 s       | 225 km/h     | 2002 - 2007 |
| V10 TDI           | 4921 cm³ | V10       | 20V     | 230 kW/313 pk | 750 Nm | 6-traps Tiptronic         | 7,4 s       | 231 km/h     | 2007 - 2010 |
| R50               | 4921 cm³ | V10       | 20V     | 258 kW/350 pk | 850 Nm | 6-traps Tiptronic         | 6,7 s       | 235 km/h     | 2008 - 2010 |

## Touareg II
De Volkswagen Touareg (Type 7P) is de tweede generatie van de Touareg van Volkswagen en werd voor het eerst gepresenteerd aan het publiek op 10 februari 2010. De marktintroductie vond plaats in april 2010. Hij deelt het platform met de tweede generatie van de Porsche Cayenne. De Touareg is ongeveer vier centimeter gegroeid ten opzichte van zijn voorganger en het dak 2 cm lager geworden. Door het gebruik van andere materialen en techniek is hij ongeveer 200 kg lichter dan zijn voorganger, de carrosseriestijfheid nam echter met 5% toe.
In oktober 2014 kreeg de Touareg een kleine facelift. Hij kreeg een ander front, zodat hij hetzelfde Volkswagengezicht zou kijgen als de Passat B8 die later dat jaar op de markt kwam. Verder is xenonverlichting standaard geworden. In het interieur vonden alleen subtiele veranderingen plaats. Ook werden de modellen met V6 TDI-motoren aangepast zodat ze voldoen aan Euro-6 norm. Tevens werd het stop-startsysteem aangepast en werd de 8-traps automatische transmissie voorzien van een coastingfunctie (freewheel).

### Motoren
Benzine
| Type       | Motor    | Motor     | Motor   | Vermogen      | Koppel | Overbrenging      | 0-100 km/h | Topsnelheid | Jaartal     |
| Type       | Inhoud   | Cilinders | Kleppen | Vermogen      | Koppel | Overbrenging      | 0-100 km/h | Topsnelheid | Jaartal     |
| ---------- | -------- | --------- | ------- | ------------- | ------ | ----------------- | ---------- | ----------- | ----------- |
| V6 FSI BMT | 3597 cm³ | VR6       | 24V     | 206 kW/280 pk | 360 Nm | 8-traps Tiptronic | 7,8 s      | 227 km/h    | 2010 - 2012 |

Hybride
| Type          | Motor    | Motor     | Motor   | Gecombineerd vermogen | Gecombineerd koppel | Overbrenging      | 0-100 km/h | Topsnelheid | Jaartal     |
| Type          | Inhoud   | Cilinders | Kleppen | Gecombineerd vermogen | Gecombineerd koppel | Overbrenging      | 0-100 km/h | Topsnelheid | Jaartal     |
| ------------- | -------- | --------- | ------- | --------------------- | ------------------- | ----------------- | ---------- | ----------- | ----------- |
| V6 TSI hybrid | 2995 cm³ | V6        | 24V     | 279 kW/380 pk         | 580 Nm              | 8-traps Tiptronic | 6,5 s      | 240 km/h    | 2010 - 2015 |

Diesel
| Type                    | Motor    | Motor     | Motor   | Vermogen      | Koppel | Overbrenging      | 0-100 km/h | Topsnelheid | Jaartal     |
| Type                    | Inhoud   | Cilinders | Kleppen | Vermogen      | Koppel | Overbrenging      | 0-100 km/h | Topsnelheid | Jaartal     |
| ----------------------- | -------- | --------- | ------- | ------------- | ------ | ----------------- | ---------- | ----------- | ----------- |
| V6 TDI BMT              | 2967 cm³ | V6        | 24V     | 150 kW/204 pk | 400 Nm | 8-traps Tiptronic | 9,1 s      | 206 km/h    | 2011 - 2011 |
| V6 TDI BMT              | 2967 cm³ | V6        | 24V     | 150 kW/204 pk | 400 Nm | 8-traps Tiptronic | 8,5 s      | 206 km/h    | 2011 - 2012 |
| V6 TDI                  | 2967 cm³ | V6        | 24V     | 176 kW/240 pk | 550 Nm | 8-traps Tiptronic | 7,8 s      | 218 km/h    | 2010 - 2011 |
| V6 TDI BMT              | 2967 cm³ | V6        | 24V     | 176 kW/245 pk | 550 Nm | 8-traps Tiptronic | 7,6 s      | 220 km/h    | 2011 - 2014 |
| V6 TDI BMT Terrain Tech | 2967 cm³ | V6        | 24V     | 176 kW/245 pk | 550 Nm | 8-traps Tiptronic | 8,0 s      | 218 km/h    | 2011 - 2012 |
| V6 TDI BMT              | 2967 cm³ | V6        | 24V     | 193 kW/262 pk | 580 Nm | 8-traps Tiptronic | 7,3 s      | 225 km/h    | 2014 - 2018 |
| V8 TDI                  | 4134 cm³ | V8        | 32V     | 250 kW/340 pk | 800 Nm | 8-traps Tiptronic | 5,8 s      | 242 km/h    | 2010 - 2015 |

## Touareg III
De derde generatie Touareg werd in maart 2018 voorgesteld en kwam in de loop van 2018 op de markt. Ook deze generatie deelt, net als zijn voorgangers, het platform met de Audi Q7, Porsche Cayenne en ditmaal ook de Bentley Bentayga en Lamborghini Urus. Bij zijn introductie was de Touareg leverbaar met V6 dieselmotoren, begin 2019 kwam daar een V6-benzinemotor bij.
In 2019 werd het motoraanbod uitgebreid met de V8 TDI. Het betreft de variant uit de Porsche Panamera met een vermogen 421 pk, echter nu met 900Nm-koppel. Naast twee turboladers beschikt de motor ook over een elektrisch aangedreven compressor, welke de motor bij lage toeren van drukvulling voorziet. Door teruglopende verkoopaantallen werd de Touareg in juli 2020 uit het Nederlandse bestelgamma gehaald.

### Motoren
Benzine
| Type   | Motor    | Motor     | Motor   | Vermogen      | Koppel | Overbrenging      | 0-100 km/h | Topsnelheid | Jaartal     |
| Type   | Inhoud   | Cilinders | Kleppen | Vermogen      | Koppel | Overbrenging      | 0-100 km/h | Topsnelheid | Jaartal     |
| ------ | -------- | --------- | ------- | ------------- | ------ | ----------------- | ---------- | ----------- | ----------- |
| V6 TSI | 2995 cm³ | V6        | 24V     | 250 kW/340 pk | 450 Nm | 8-traps Tiptronic | 5,9 s      | 250 km/h    | 2019 - 2020 |

Diesel
| Type   | Motor    | Motor     | Motor   | Vermogen      | Koppel | Overbrenging      | 0-100 km/h | Topsnelheid | Jaartal     |
| Type   | Inhoud   | Cilinders | Kleppen | Vermogen      | Koppel | Overbrenging      | 0-100 km/h | Topsnelheid | Jaartal     |
| ------ | -------- | --------- | ------- | ------------- | ------ | ----------------- | ---------- | ----------- | ----------- |
| V6 TDI | 2967 cm³ | V6        | 24V     | 170 kW/231 pk | 500 Nm | 8-traps Tiptronic | 7,5 s      | 235 km/h    | 2018 - 2020 |
| V6 TDI | 2967 cm³ | V6        | 24V     | 210 kW/286 pk | 650 Nm | 8-traps Tiptronic | 6,1 s      | 235 km/h    | 2018 - 2020 |
| V8 TDI | 3956 cm³ | V8        | 32V     | 310 kW/421 pk | 900 NM | 8-traps Tiptronic | 4,9 s      | 250 km/h    | 2019 - 2020 |

## Race Touareg

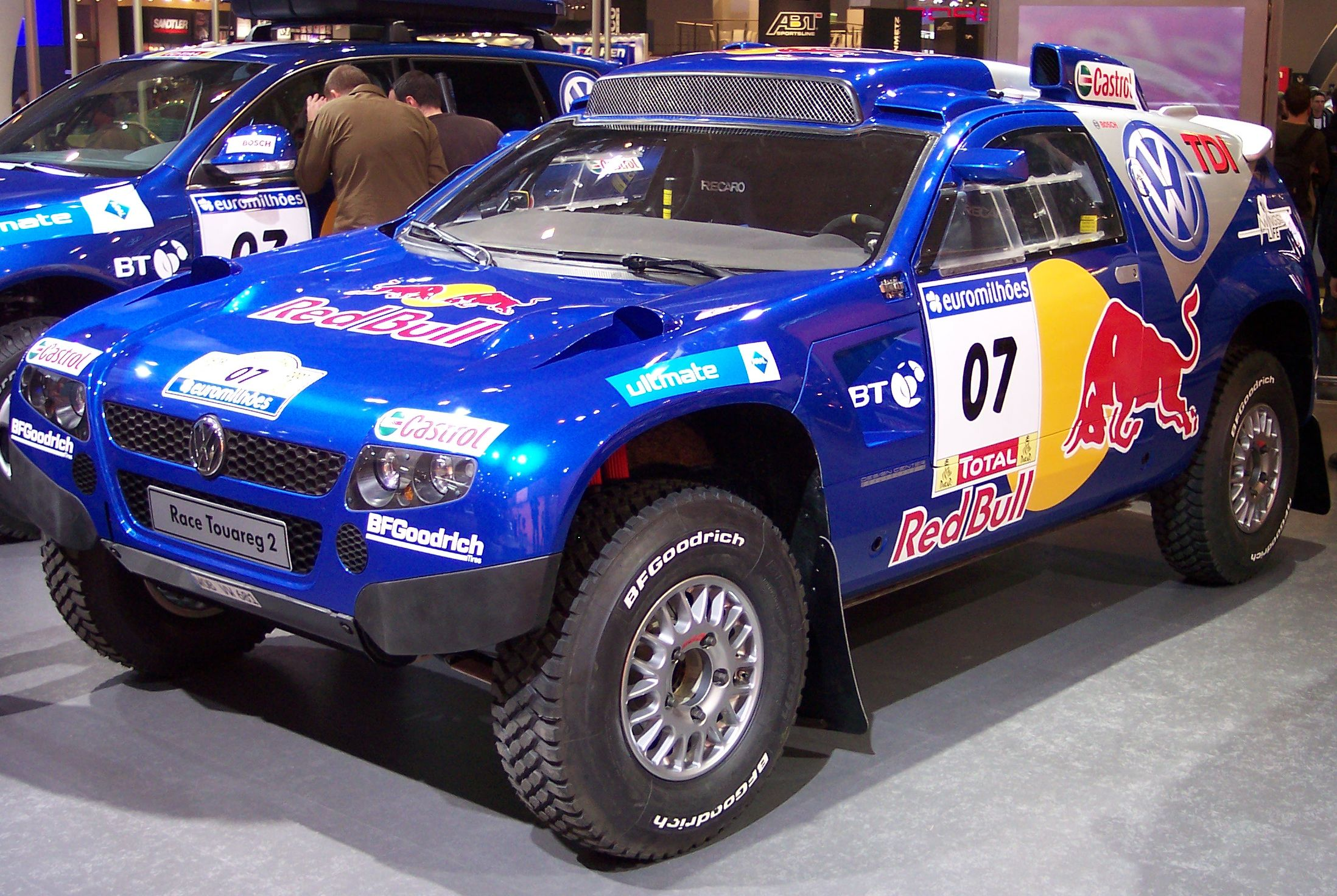
Volkswagen Race Touareg

Volkswagen neemt sinds 2003 deel aan de Dakar-rally met een aangepaste Touareg, de Volkswagen Race Touareg. Deze werd in zijn eerste levensjaar aangedreven door een 218 pk sterke 1,9-liter viercilinder-TDI-dieselmotor. De jaren daarna werd er een 2,5-liter vijfcilinder-TDI-motor gebruikt met een vermogen variërend van 231 pk tot 285 pk het recentste jaar.